# Bayta Darell
Bayta Darell est un personnage appartenant à l'univers du Cycle de Fondation d’Isaac Asimov. Elle y apparaît dans le deuxième tome, nommé Fondation et Empire. 

## Biographie du personnage
Bayta est mariée à Toran Darell.
Bayta est le seul être humain à éprouver des sentiments sincères envers le Mulet, un mutant qui se fait passer pour un clown appelé Magnifico, et dont le but est de conquérir la Première Fondation. Celui-ci en tombe amoureux et ne lui manipule donc pas l'esprit.
À leur arrivée sur Trantor, Toran, Ebling Mis, le Mulet et elle-même, elle comprend peu à peu la véritable identité de Magnifico. Elle tue donc le psychologue Mis afin d'empêcher celui-ci de révéler la position de la Seconde Fondation au Mulet. Bayta est donc la seule à avoir mis en déroute les plans du Mulet, de son propre aveu.
Plus tard elle mit au monde le Dr Toran Darell II qui est lui-même le père de Arcadia Darell.